# Simeanivka, Konotop
Simeanivka (în ucraineană Сім'янівка) este un sat în așezarea urbană Duboveazivka din raionul Konotop, regiunea Sumî, Ucraina.

## Demografie
Componența lingvistică a localității Simeanivka
     Ucraineană (95,95%)
     Rusă (3,24%)
     Alte limbi (0,69%)
Conform recensământului din 2001, majoritatea populației localității Simeanivka era vorbitoare de ucraineană (95,95%), existând în minoritate și vorbitori de rusă (3,24%).